# Richard H. Baker

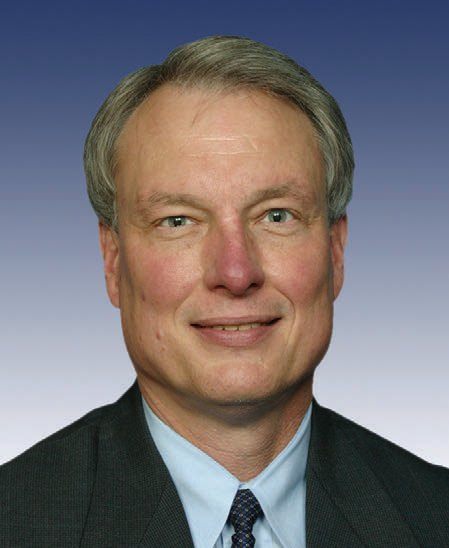
Richard Baker

Richard Hugh Baker (* 22. Mai 1948 in New Orleans, Louisiana) ist ein US-amerikanischer Politiker. Zwischen 1987 und 2008 vertrat er den Bundesstaat Louisiana im US-Repräsentantenhaus.

## Werdegang
Richard Baker studierte bis 1971 an der Louisiana State University in Baton Rouge. Danach gründete er in Baton Rouge eine Immobilienfirma. Politisch war er damals Mitglied der Demokratischen Partei. Zwischen 1972 und 1986 saß er für diese Partei als Abgeordneter im Repräsentantenhaus von Louisiana. Dort war er zeitweise Vorsitzender des Verkehrsausschusses.
Im Jahr 1986 trat Baker nach parteiinternen Streitigkeiten zu den Republikanern über. Bei den Kongresswahlen des Jahres 1986 wurde er als deren Kandidat im sechsten Wahlbezirk von Louisiana in das US-Repräsentantenhaus in Washington, D.C. gewählt, wo er am 3. Januar 1987 die Nachfolge von Henson Moore antrat. Nach zehn Wiederwahlen konnte er bis zu seinem Rücktritt am 2. Februar 2008 im Kongress verbleiben. Dort war er zeitweise Vorsitzender des Unterausschusses für Kapitalmärkte. Er gehörte auch dem Ausschuss für Infrastruktur und dem Veteranenausschuss an.
Am 2. Februar 2008 legte Richard Baker sein Kongressmandat nieder, um als Lobbyist für die Managed Funds Association zu arbeiten.